# Corinne Coderey
Corinne Coderey est une comédienne franco-suisse, née le 23 août 1935 à Mies et morte le 29 août 1988 dans la même commune.

## Biographie

### Origines et famille
Corinne Coderey naît Suzanne Coderey le 23 août 1935 à Mies, dans le district de Nyon dans le canton de Vaud. Elle est originaire du même lieu et possède également la nationalité française.
Son père, Jules Coderey, est arboriculteur ; sa mère, née Renée Sauty, est professeur de piano.
Elle épouse Claude Mossey, un journaliste radio français.

### Formation et parcours artistique
Après un apprentissage de secrétaire, elle suit une formation de comédienne au conservatoire de Genève.
Elle fait ses débuts à la Comédie de Genève en 1957, puis répond à l'appel de Charles Apothéloz pour rejoindre le Centre dramatique romand à Lausanne.
Entre 1965 et 1969, elle se produit à Strasbourg, puis elle tourne en Suisse romande, à Bruxelles et à Montréal. Considérée comme la grande dame du théâtre romand, elle travaille notamment avec André Steiger, Henri Ronse et Benno Besson.
Elle joue par ailleurs dans plusieurs films et téléfilms, en particulier L'Invitation de Claude Goretta en 1972, où elle « joue le rôle d'une secrétaire partagée entre un sentiment amoureux qu'elle ne veut pas accepter et un sentiment de désir qu'elle ne peut pas contrôler », et produit des pièces radiophoniques.

### Mort
Elle meurt le 29 août 1988 à Mies, à l'âge de 63 ans, au terme d'une longue maladie.

## Pièces de théâtre
- 1965 : Le Soulier de satin de Paul Claudel, mis en scène par Hubert Gignoux, Comédie de l'Est[7]
- 1969 : Suréna de Corneille, mis en scène par Hubert Gignoux, rôle d'Eurydice, Théâtre national de Strasbourg[8]
- 1984 : Orgasme adulte échappé du zoo de Dario Fo, au Théâtre de Vidy[9],[10]
- 1985 : Quartett de Heiner Müller, mis en scène par André Steiger, rôle de Mme de Merteuil, au Théâtre de Poche de Genève[3]
- 1988 : Pourquoi n'as-tu rien dit, Desdémone ? de Christine Brückner, mis en scène par Denis Maillefer, au Centre dramatique de Lausanne[11]
- 1995 : Le Tartuffe de Molière, mis en scène par Benno Besson, au Théâtre de Vidy[12]